# Sigurd Helle
Sigurd Gunnarson Helle (6 de septiembre de 1920 – 21 de abril de 2013) fue un topógrafo y explorador noruego.
Nació en Hylestad. Estudió en la Universidad de Oslo donde obtuvo su título de Máster en 1948. Fue asistente de Carl Størmer, y fue contratado como geodesista en el Instituto Polar Noruego en 1949. Realiza tareas de campo en Jan Mayen y Svalbard, pero es conocido por liderar la Sexta Expedición Antártica Noruega a la tierra de la Reina Maud en 1956–1960. Se retiró en 1987.
La pendiente Helle y el Sigurd Knolls en la Antártida fueron nombrados en su honor. Hellefonna, una zona glaciar en la tierra Sabine en Spitsbergen, también fue nombrada en honor a Helle.